# Anoplotherium
L'anoploterio (gen. Anoplotherium) è un mammifero artiodattilo estinto, appartenente agli anoploteriidi. Visse tra l'Eocene superiore e l'Oligocene inferiore (circa 38 - 30 milioni di anni fa) e i suoi resti fossili sono stati ritrovati in Europa.

## Descrizione
Questo animale doveva essere della taglia di un asino, ma le zampe erano ben più corte e la coda molto più lunga e pesante. Quest'ultima, in particolare, era insolitamente allungata se rapportata a quella di altri ungulati. 

### Cranio

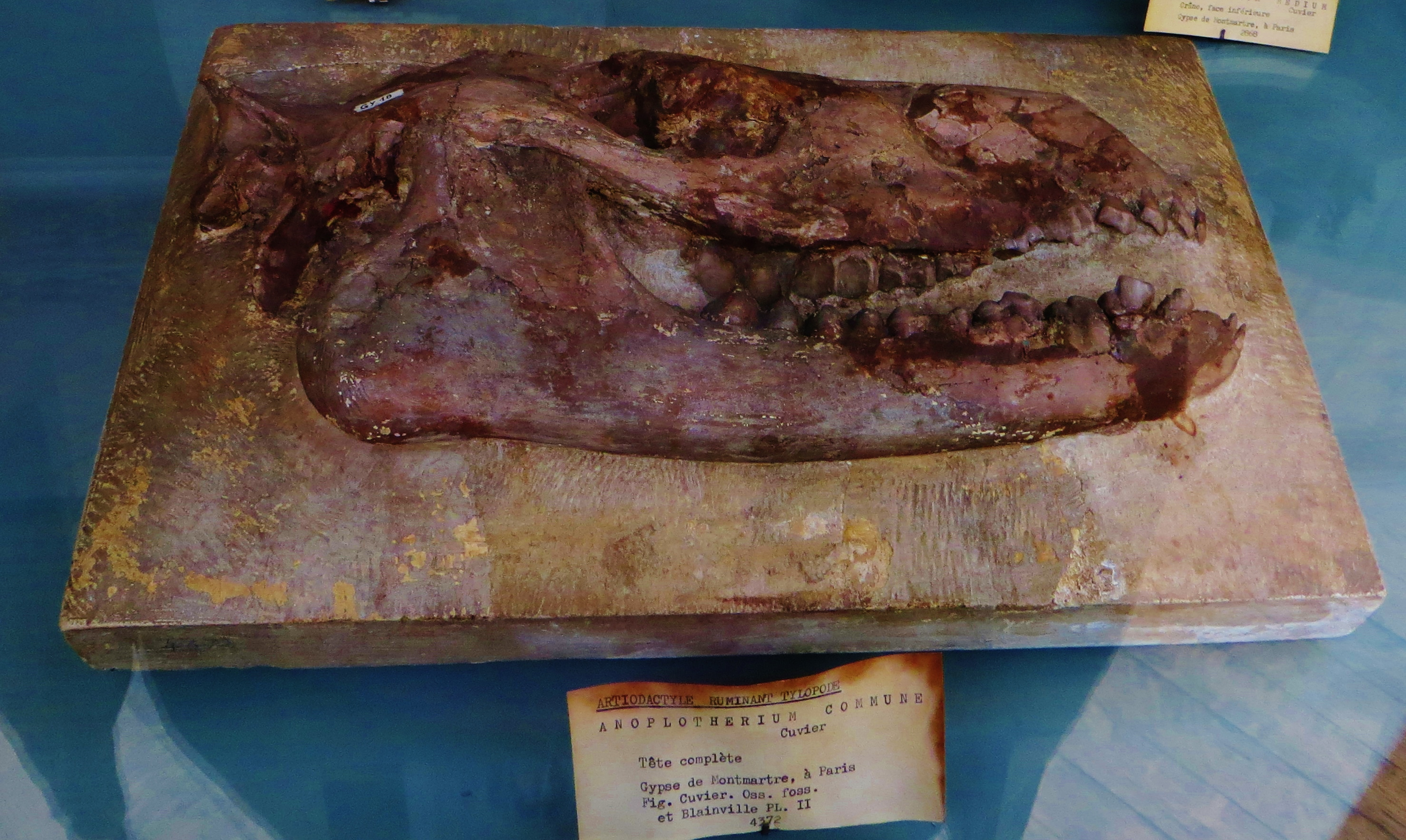
Cranio di Anoplotherium commune

Il cranio era allungato e basso, vagamente simile a quello di un cavallo, con un profilo superiore rettilineo e le orbite poste a circa metà del cranio. Non era presente alcuna fossa preorbitale, come invece avveniva per animali affini quali Dacrytherium. La costrizione postorbitale era marcata, ed era presente un forame postglenoide. L'osso timpanico era separato tramite una lama verticale dal meato uditivo della fossa dove era attaccato il timpano-hyale. La dentatura era completa e selenodonte, priva di diastema. I molari superiori a cinque tubercoli erano di forma trapezoidale, con parastilo e mesostilo compressi, e un metastilo del terzo molare più lungo che largo. L'ectolofo dei molari era a forma di W e dotato di rami ben aperti. Il metaconulo era a mezzaluna e asimmetrico. Il protocono era perfettamente conico, più o meno di fronte al mesostilo. Il protoconulo era conico e ben separato, unito però tramite una cresta al parastilo. I molari inferiori erano dotati di paraconide e metaconide a forma di punte slanciate, nettamente distinte. 

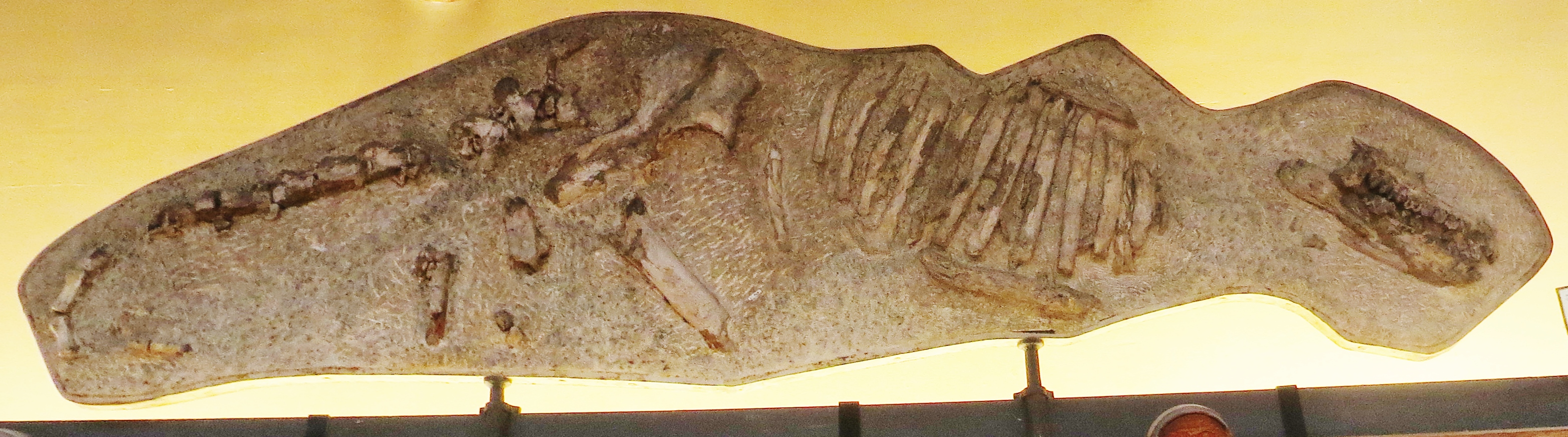
Scheletro incompleto di Anoplotherium commune

### Scheletro postcranico
Le zampe erano forti e robuste, relativamente corte; la pelvi era dotata di ilei rigonfi e di una lunga sinfisi pubica. La tibia era più corta del femore. Le zampe anteriori erano dotate di due dita (nella specie Anoplotherium commune) o di tre dita (nella specie A. latipes); in quest'ultima specie, il dito interno era particolarmente robusto e molto divergente. Le zampe anteriori erano inoltre dotate di estese aree d'inserzione per i muscoli sopraspinato e deltoide. Le zampe posteriori, didattile, erano dotate di processi per l'inserzione di legamenti sospensori. La coda era estremamente lunga e muscolosa.

## Classificazione

Tavola raffigurante i resti di Anoplotherium provenienti da Montmartre e descritti da Cuvier

Il genere Anoplotherium venne descritto per la prima volta da Georges Cuvier nel 1804, sulla base di resti fossili ritrovati nei terreni dell'Eocene superiore di Montmartre a Parigi (Francia). La specie tipo è Anoplotherium commune, nota anche in Portogallo e in Inghilterra; a questo genere sono state in seguito ascritte varie altre specie provenienti da vari giacimenti europei: la già citata A. latipes, di grande taglia, dell'Eocene-Oligocene di Francia e Inghilterra, e la più piccola ed esclusivamente eocenica A. laurillardi (Francia, Spagna, Svizzera e Regno Unito). Altre specie, A. pompeckji e A. platypus, potrebbero essere nomina dubia.

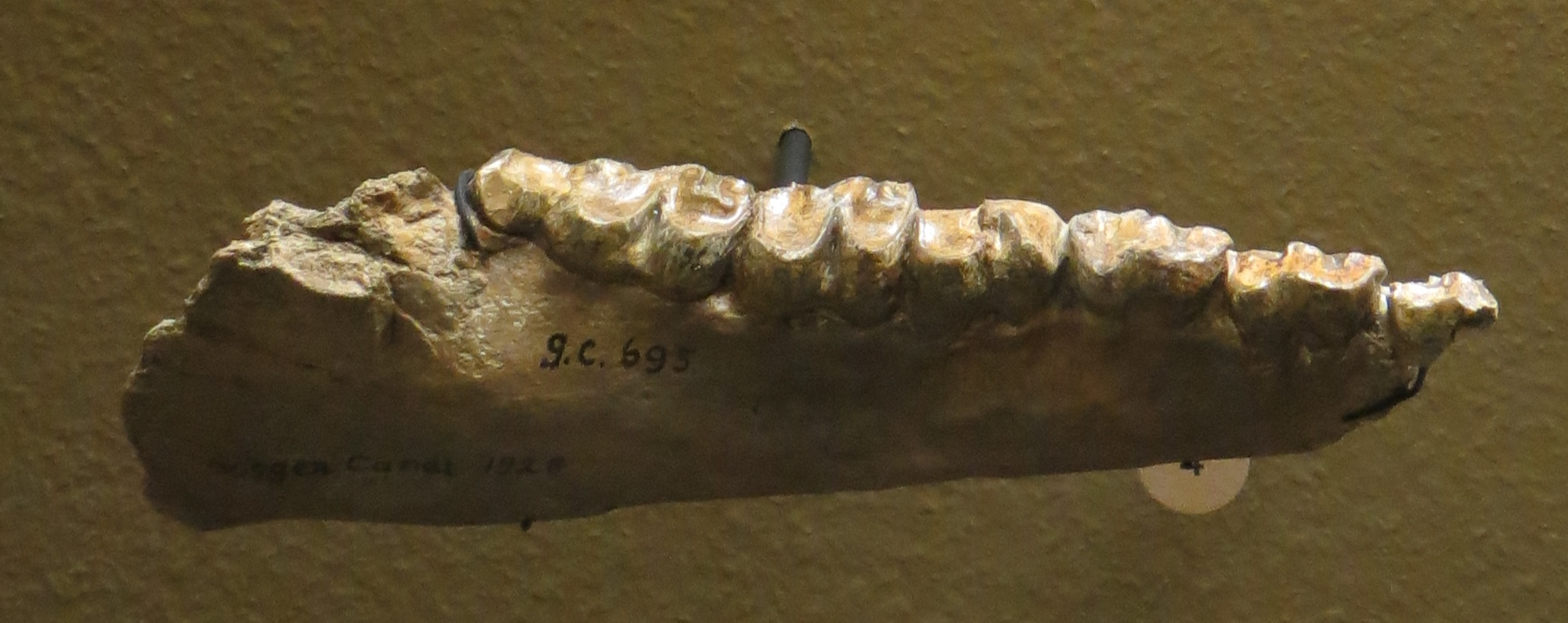
Mandibola di Anoplotherium laurillardi

Anoplotherium (il cui nome generico significa "bestia non armata") è il genere eponimo della famiglia degli anoploteriidi e del gruppo degli anoploterioidi; questi erano artiodattili arcaici di taglia variabile a seconda delle specie, con caratteristiche primitive ma con alcune notevoli specializzazioni. Anoplotherium, in particolare, era sicuramente un membro derivato del gruppo. Altri membri degli anoploteriidi erano Diplobune ed Ephelcomenus.

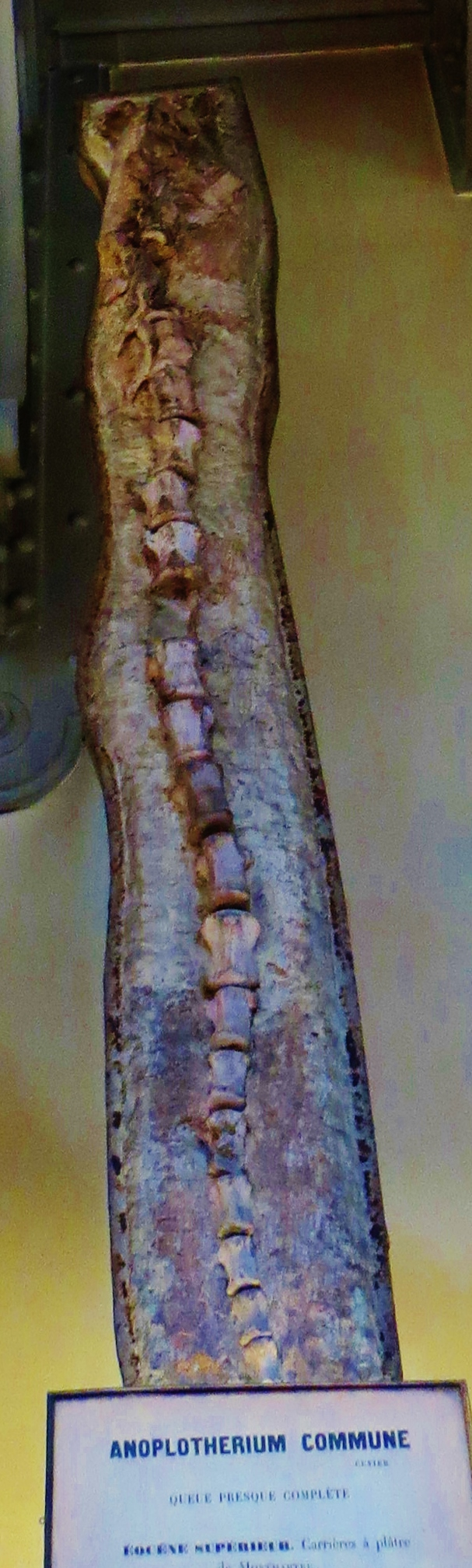
Coda di Anoplotherium commune

## Paleobiologia
La dentatura di Anoplotherium implica che questo animale doveva nutrirsi di materiale vegetale tenero, come le foglie degli alberi. Come altri animali della sua epoca, l'anoploterio doveva vivere in ambienti umidi e nei pressi di specchi d'acqua. La struttura delle zampe e degli arti, infatti, sono segno di un probabile adattamento a camminare in terreni molli e acquitrinosi. Il ritrovamento di uno scheletro parziale di Anoplotherium latipes, proveniente dall'Oligocene inferiore del Regno Unito, ha permesso ai paleontologi di ipotizzare che gli anoploteri fossero animali bipedi facoltativi. La struttura della pelvi e della tibia, così come la presenza di forti vertebre del tronco e una coda lunga e muscolosa fanno supporre che l'anoploterio potesse sollevarsi sulle zampe posteriori e brucare a una considerevole altezza (nelle specie più grandi anche 2-3 metri), così da non avere competizione con gli altri erbivori europei dell'epoca (Hooker, 2007).
Non è chiara invece quale fosse la funzione dello strano dito interno della mano: era presente solo nella specie A. latipes, ed era sostanzialmente l'unica distinzione con la specie A. commune. C'è chi pensa che queste due specie fossero in realtà una sola, con un dimorfismo sessuale costituito dalla presenza o meno del dito interno. Alcuni ritengono che questa struttura, particolarmente rigida e robusta, potesse essere usata nel procurarsi il cibo (Hooker, 2007), altri invece ipotizzano un utilizzo nei combattimenti fra maschi (Metais, 2014). Una struttura analoga ma più flessibile era presente anche nell'affine Diplobune.

## Galleria d'immagini

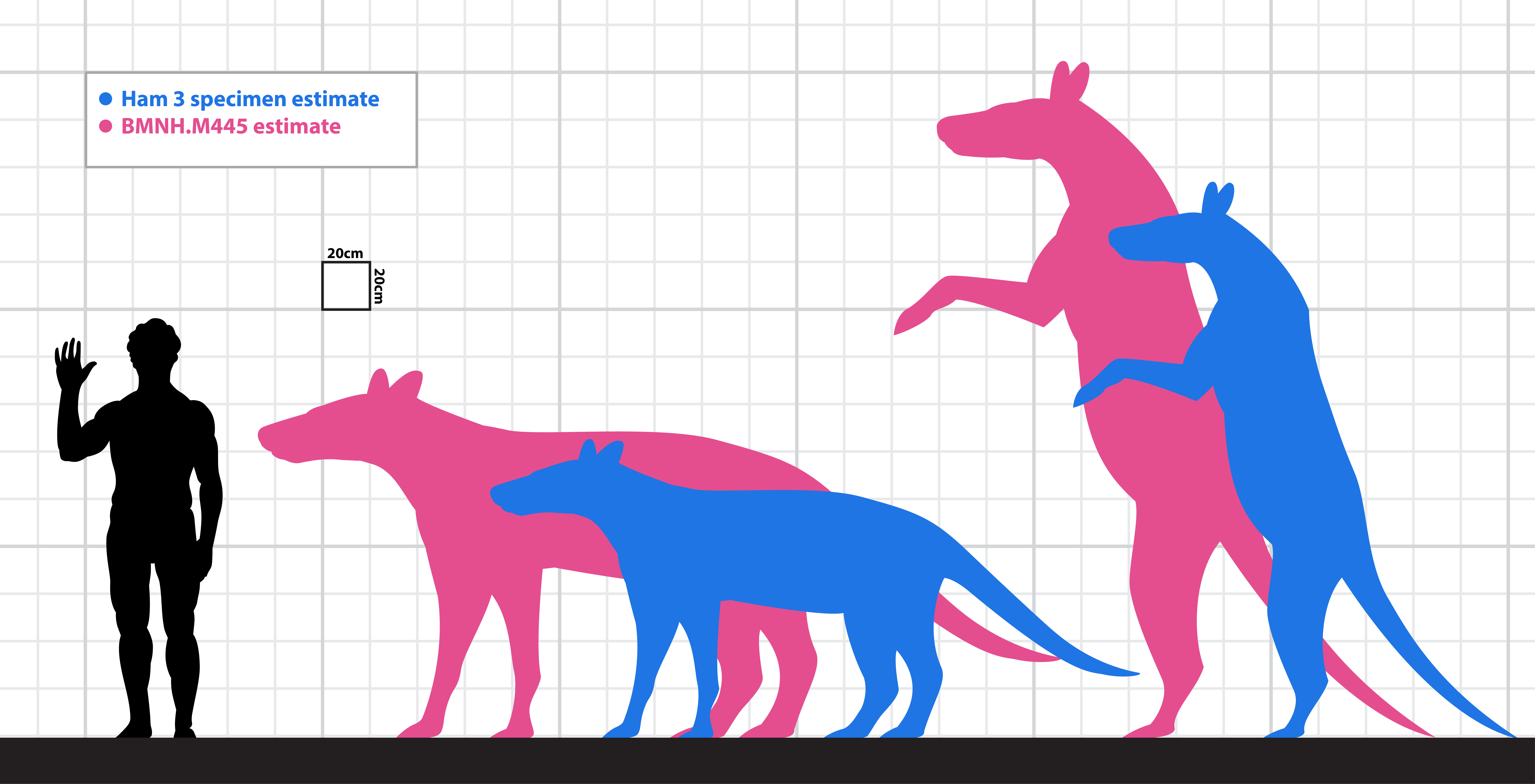
Silhouette di due esemplari di Anoplotherium latipes a confronto con quella di un uomo
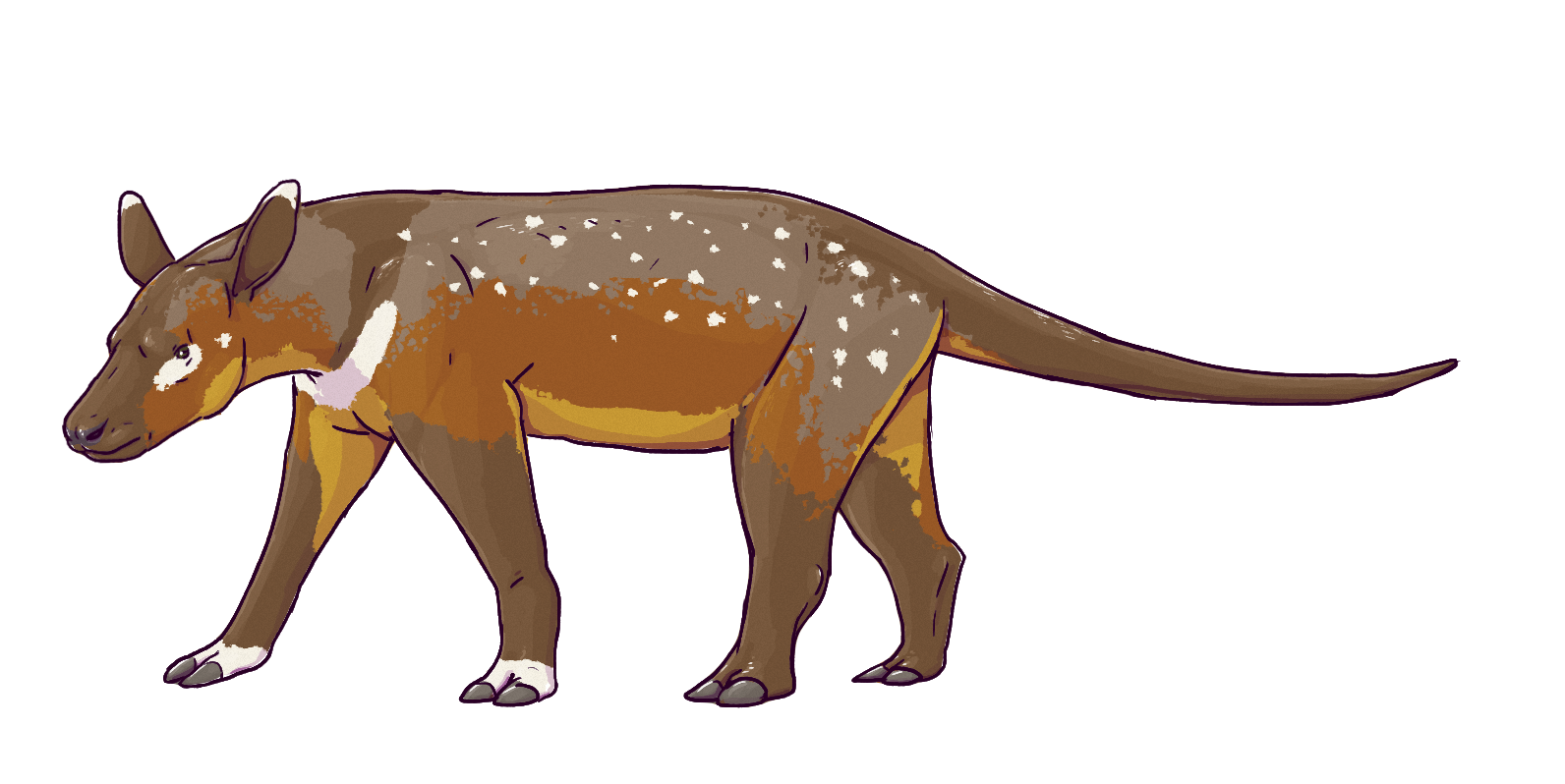
Ricostruzione di Anoplotherium commune in posizione quadrupede
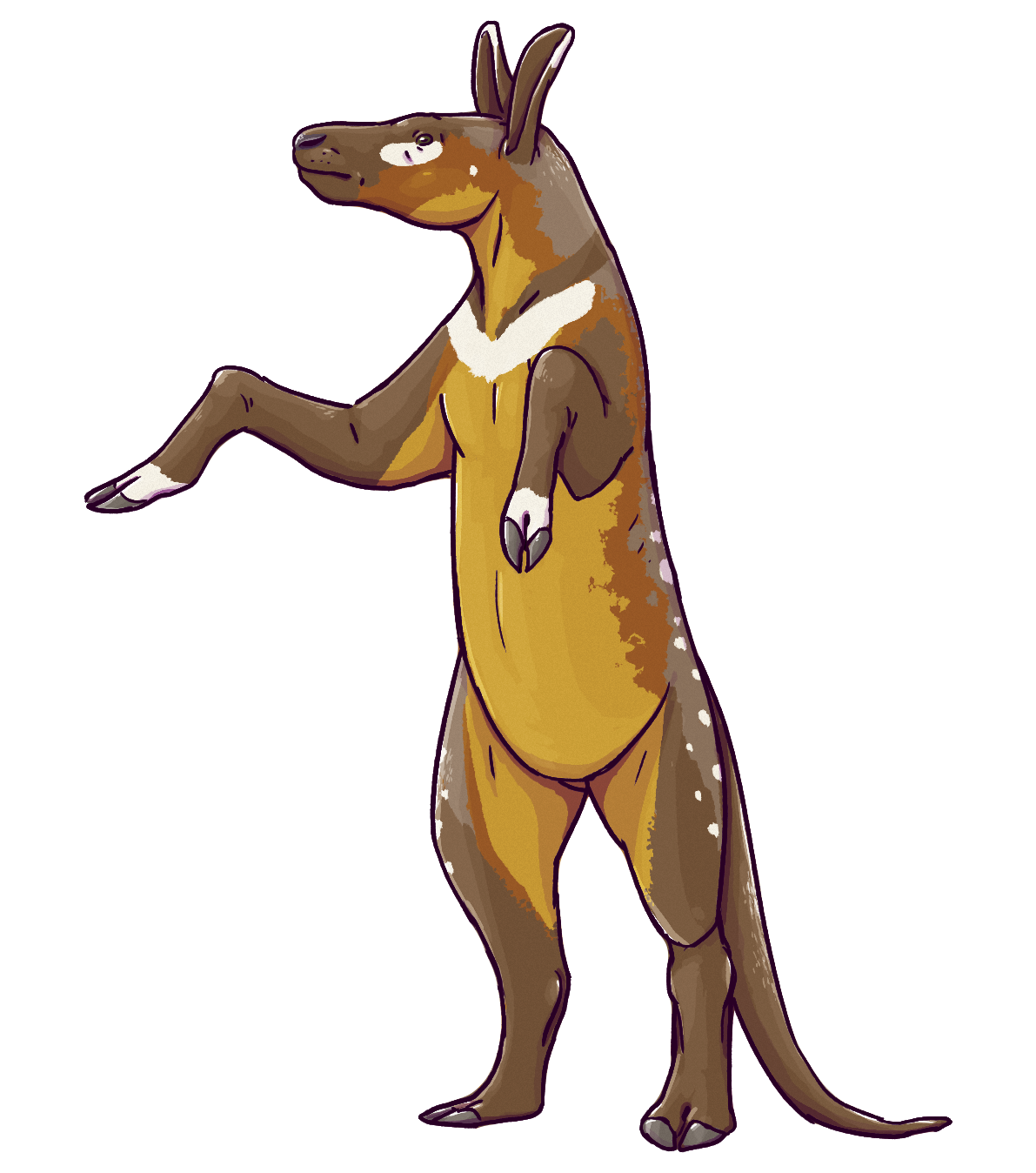
Ricostruzione di Anoplotherium commune in posizione bipede
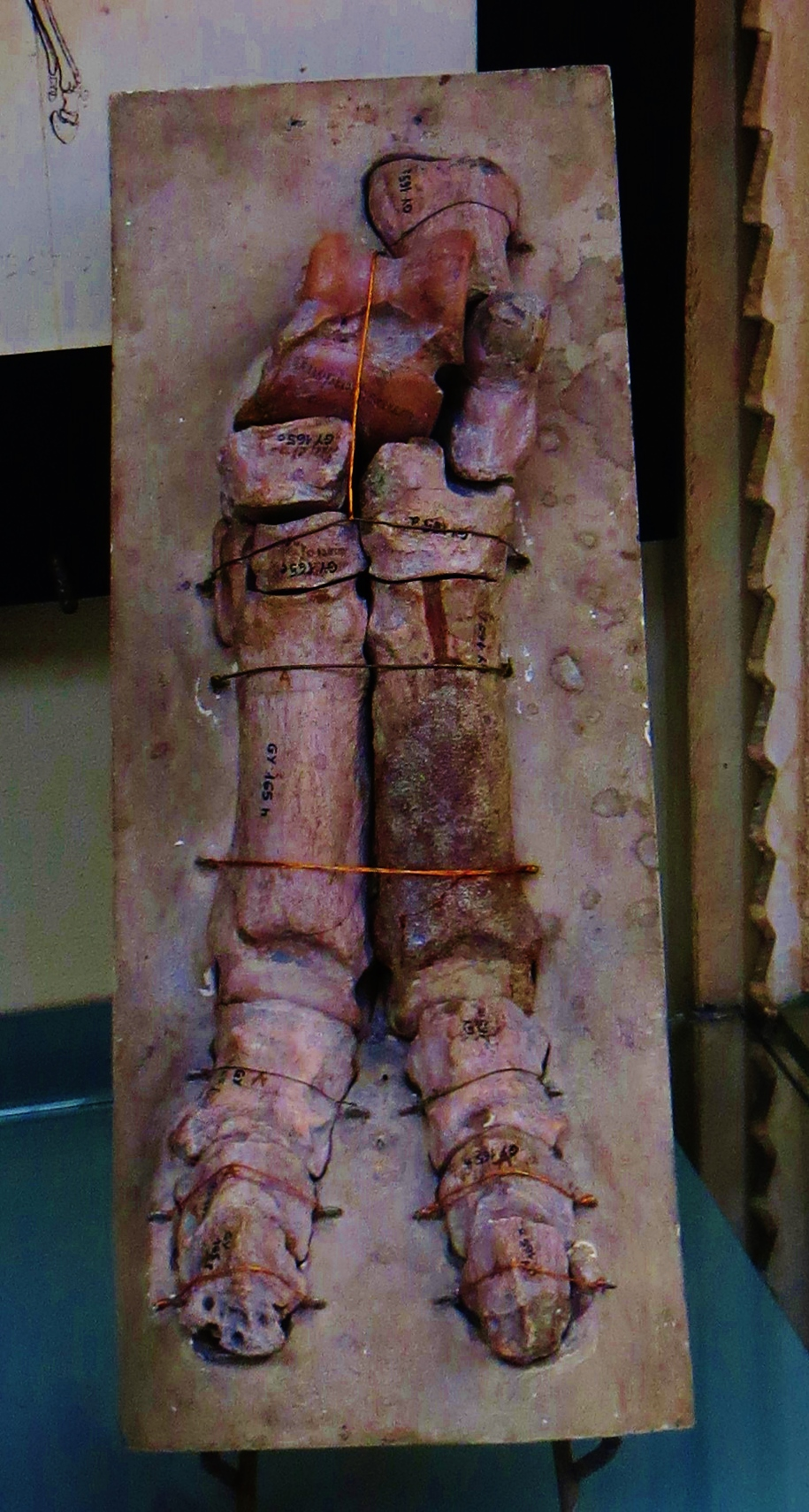
Piede di Anoplotherium commune
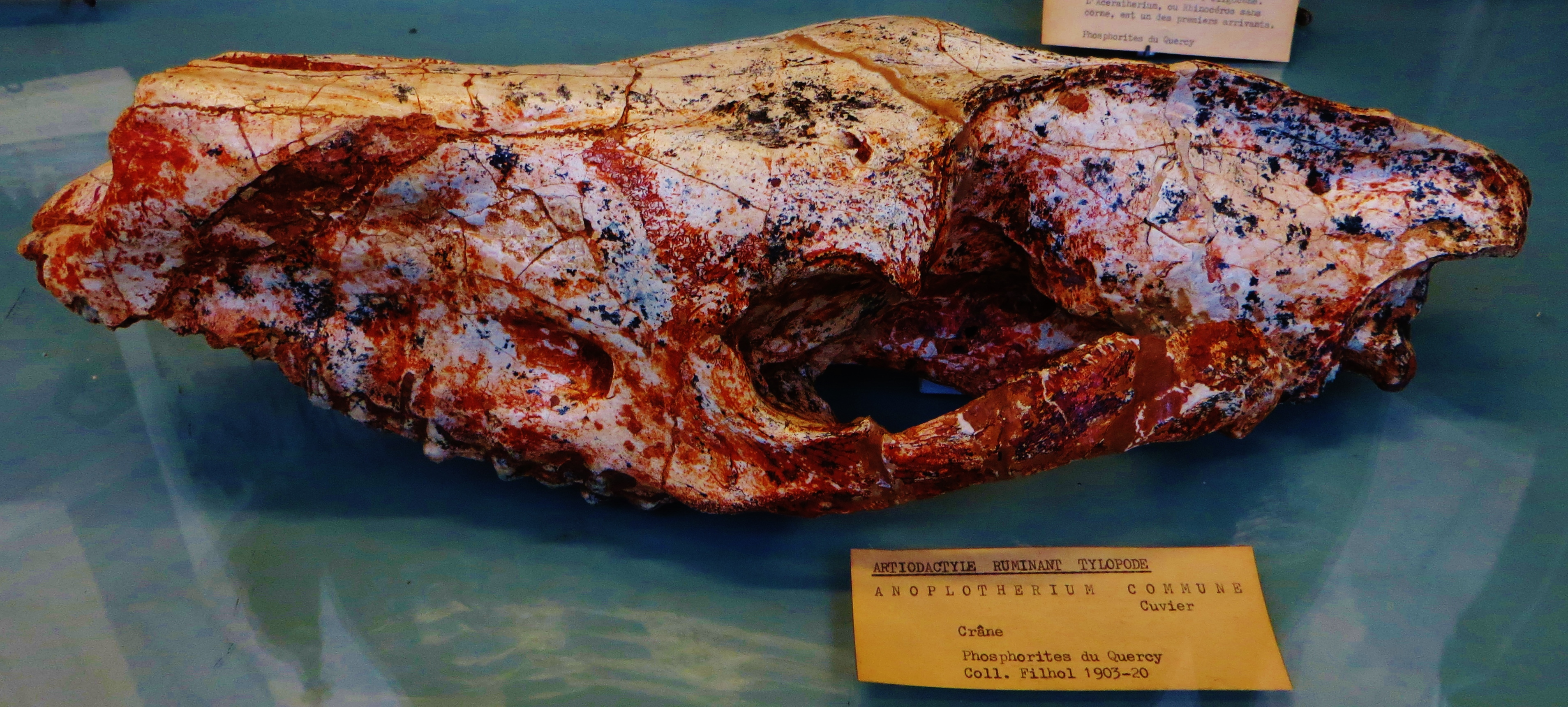
Cranio di Anoplotherium commune
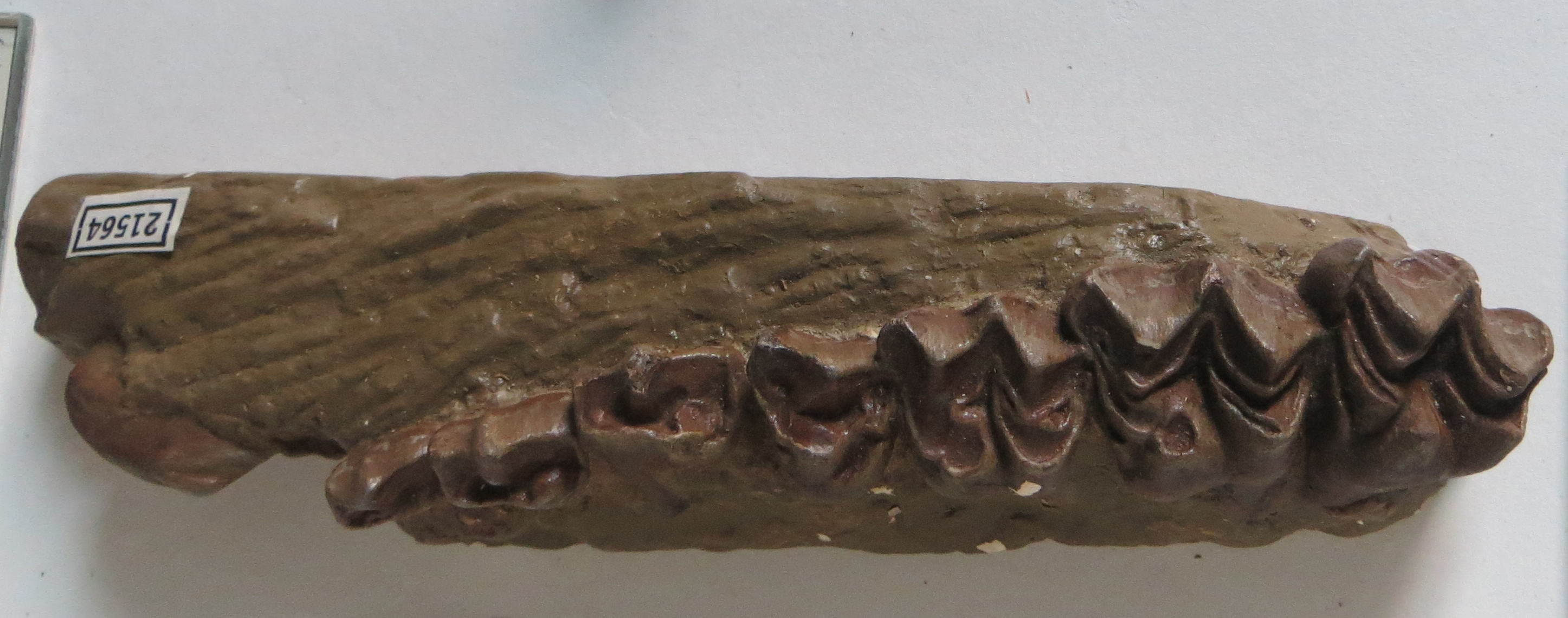
Mandibola di Anoplotherium commune
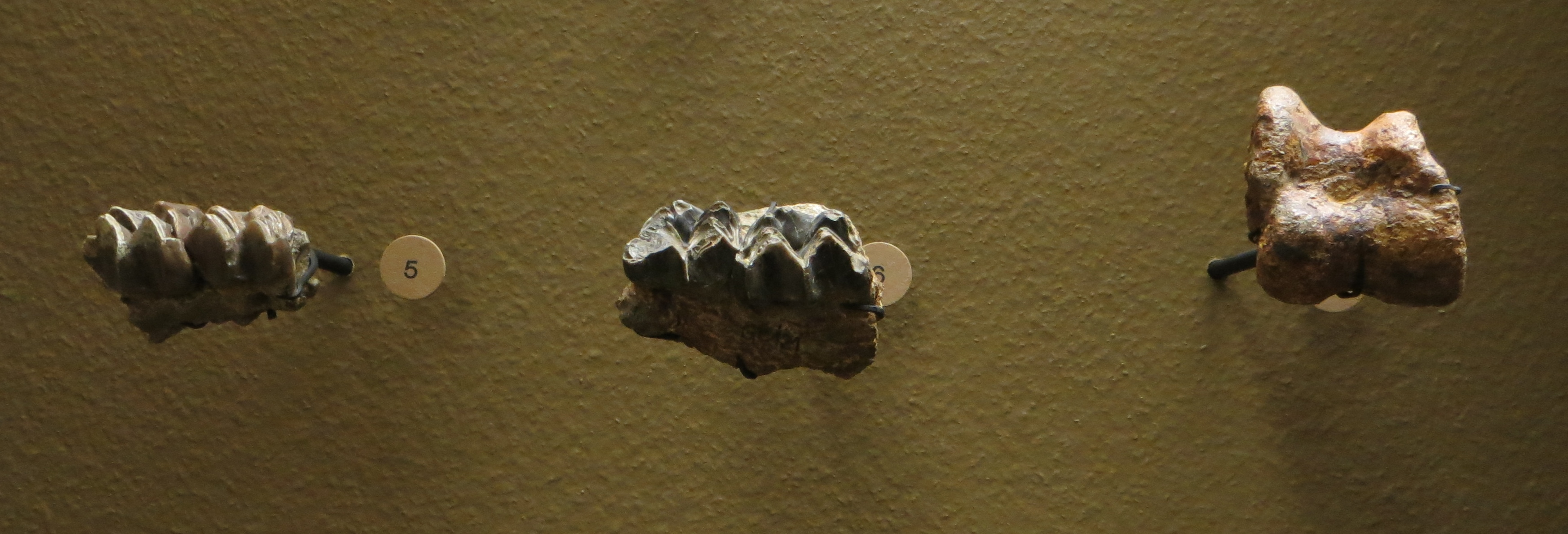
Denti e vertebra di Anoplotherium laurillardi
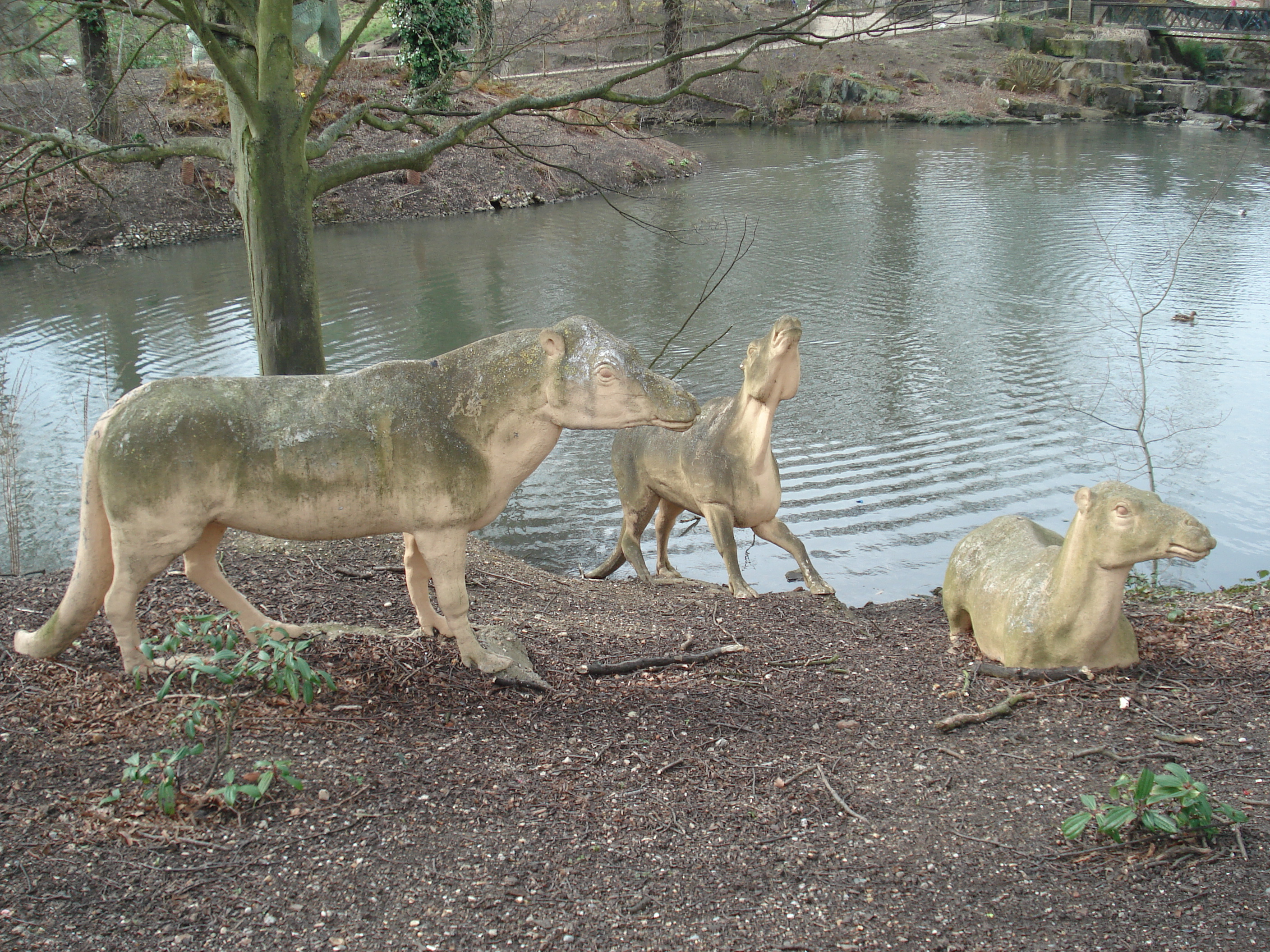
Ricostruzione datata di un gruppo di Anoplotherium esposta al Crystal Palace